# Skibby
Skibby is een plaats en voormalige gemeente in Denemarken.

## Voormalige gemeente
De oppervlakte bedroeg 79,93 km². De gemeente telde 6783 inwoners waarvan 3476 mannen en 3307 vrouwen (cijfers 2005).

Bij de gemeentelijke herindeling van 2007 werden de gemeentes Frederikssund, Jægerspris, Skibby en Slangerup samengevoegd tot de nieuwe gemeente Frederikssund.

## Plaats
De plaats Skibby telt 2944 inwoners (2007). De plaats ligt aan weg 53.